# پیوتر اسکیبا
پیوتر اسکیبا (لهستانی: Piotr Skiba) بازیگر، طراح لباس و طراح صحنه اهل لهستان است. وی طراح و خالق لباس برای تئاترهای کریستیان لوپا و همچنین شریک زندگی اوست. وی فارغ‌التحصیل رشته بازیگری از مدرسه ملی فیلم ووچ در سال ۱۹۷۸ است. از همکلاس‌های او در این هنگام می‌توان به آندژی شچتکو، یاتسک کومان و بوگوسواوا پاولتس اشاره کرد.
از فیلم‌ها یا مجموعه‌های تلویزیونی که وی در آن‌ها نقش داشته است، می‌توان به کورن‌بلومن‌بلائو، پدر متیو، لیور و فوگ اشاره نمود.